# 膳所藩
膳所藩（日语：／ Zeze han */?）曾經是一個位於日本近江国大津一帶的藩，藩廳在膳所城。

## 歷史
1601年（慶長6年）擁有武藏國高麗郡鯨井5000石領主戶田一西，增封3萬石。透過天下譜請建設膳所城。在第二代藩主戶田氏鐵因大坂之役的戰功，遷移到攝津國尼崎藩。由本多家本多康俊就任。第二代本多俊次增封到35000石遷移三河國西尾藩。由菅沼定芳接替，1631年增封多1萬石，遷移到丹波龜山藩。由石川忠總入替，經過第二代的石川憲之後，1651年轉封至伊勢龜山藩。
本多俊次以7萬石收入再次管治膳所藩，俊次作出多項改革確保藩政的安定。1865年藩士提出廢除城池設施，經多年爭取後，1870年正式實行。經歷到廢藩置縣仍由本多氏管治。之後成為膳所縣，經過合併成為大津縣，最後成為滋賀縣的一部份。

## 歷代藩主

### 戶田家
3万石。譜代。
1. 戶田一西（1601年-1602年）
2. 戶田氏鐵（1602年-1616年）

### 本多家
3万石。譜代。
1. 本多康俊（1617年-1621年）
2. 本多俊次（1621年）

### 菅沼家
3万1,000石。譜代。
1. 菅沼定芳（1621年-1634年）

### 石川家
7万石→5万3,000石。譜代。
1. 石川忠總（1634年-1650年）
2. 石川憲之（1650年-1651年）

### 本多家
7万石。譜代。
1. 本多俊次（1651年-1664年）
2. 本多康將（1664年-1679年）
3. 本多康慶（1679年-1714年）
4. 本多康命（1714年-1719年）
5. 本多康敏（1720年-1747年）
6. 本多康桓（1747年-1765年）
7. 本多康政（1765年-1766年）
8. 本多康伴（1766年-1771年）
9. 本多康匡（1771年-1781年）
10. 本多康完（1782年-1806年）
11. 本多康禎（1806年-1847年）
12. 本多康融（1847年-1856年）
13. 本多康穣（1856年-1871年）